# Charlotte Jacobs
Charlotte Jacobs, född 13 februari 1847 i Sappemeer, död 31 oktober 1916 i Haag, var en nederländsk feminist och apotekare. Hon var den första farmaceuten med examen av sitt kön i Nederländerna och även aktiv inom kvinnorörelsen. Hon var syster till Aletta Jacobs.

## Biografi
Charlotte Jacobs var dotter till den judiske kirurgen Abraham Jacobs och Anna de Jongh. Hennes äldre systrar Aletta och Fredrika blev båda pionjärer inom yrkeslivet: Aletta blev 1871 Nederländernas första kvinnliga student och läkare, och Fredrika utbildade sig till lärare i matematik 1880. Charlotte Jacobs blev år 1877 den andra kvinnliga studenten i Nederländerna då hon påbörjade sina studier i farmakologi i Amsterdam, och 1879 den första legitimerade farmaceuten. Hon var farmaceut vid sjukhuset i Utrecht 1882–1884 och flyttade därefter till Java i Nederländska Ostindien. Mellan 1887 och 1912 drev hon ett eget apotek i Batavia och var fram till 1907 den enda kvinnan med detta yrke i Ostindien.
Jacobs var också aktiv inom kvinnorörelsen och grundade 1908 den första föreningen för kvinnlig rösträtt i Nederländska Ostindien. Hon kämpade bland annat för kvinnors utbildningsmöjligheter i kolonin. 1912 återvände Jacobs till Nederländerna. Hon blev där medlem i kvinnoröstsrättsrörelsen i Haag och engagerade sig i fredsrörelsen.